# Уильямс, Карл
Карл Уильямс (англ. Carl Williams; 11 ноября 1959, Белл-Глейд — 7 апреля 2013, Уайт-Плейнс) — американский боксёр-профессионал, выступавший в тяжёлой весовой категории. Двукратный чемпион США по версии USBA. Двукратный претендент на титул чемпион мира.

## Любительская карьера
Уильямс выиграл два раза титул чемпиона штата Нью-Йорк, «Золотые перчатки» в 1980 и 1981 годах. По описанию спортивного обозревателя Тома Ханрахана, Уильямс "бил как крылатая ракета". Занимаясь боксом полтора года и имея всего около восемнадцати любительских боёв в ринге, представлял США на Североамериканском чемпионате 1981 в Шривпорте и Кубке мира по боксу 1981 в Монреале. Взял золото на Североамериканском чемпионате в финале победив кубинца Роберто Гомеса, и золото на Кубке мира, победив единогласным решением судей советского боксёра Александра Ягубкина. Завершил любительскую карьеру с 22 боями, 21 победой и 1 поражением.

## Профессиональная карьера
Дебютировал в 1982 году в бою с Грегом Стефани, победив его в четырёхраундовом бою.
Первый свой бой, за мировую корону по версии IBF, Уильямс провёл против самого Ларри Холмса. В пятнадцатираундовом бою  уступил по очкам.
В 1983 году в своём одиннадцатом поединке нокаутировал в первом раунде Дэвид Джако, до того боя поражений не знавшего (12-0). В 1984 году Уильямс встретился с опытным американским боксёром Джеймсом Тиллисом (30-4). Тиллис дважды отправлял Уильямса в нокдаун в первом раунде, но он выдохся и Уильямс победил единогласным решением судей.

### Бой с Ларри Холмсом
|                  |                                                                                             |                                                                                             |
| Соперник         | Ларри Холмс                                                                                 | Ларри Холмс                                                                                 |
| Место проведения | Лоулор Эвентс Центр, Рино, Невада, США                                                      | Лоулор Эвентс Центр, Рино, Невада, США                                                      |
| Результат        | Победа Холмса единогласным решением судей в 15-раундовом бою.                               | Победа Холмса единогласным решением судей в 15-раундовом бою.                               |
| Статус           | Чемпионский бой за титул IBF в тяжелом весе (3-я защита Холмса).                            | Чемпионский бой за титул IBF в тяжелом весе (3-я защита Холмса).                            |
| Рефери           | Миллс Лейн.                                                                                 | Миллс Лейн.                                                                                 |

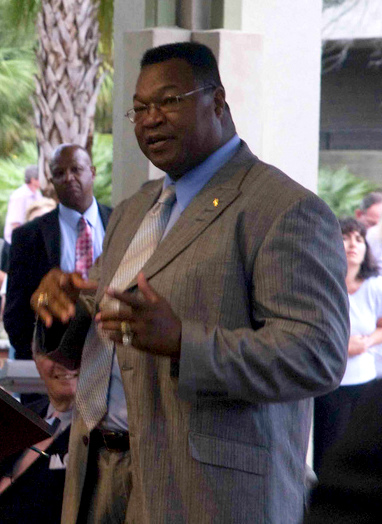
Ларри Холмс

| Счёт судей       | Джерри Рот: (143—142); Эл Ротенберг: (146—139); Пол Гиббс: (146—139) — все в пользу Холмса. | Джерри Рот: (143—142); Эл Ротенберг: (146—139); Пол Гиббс: (146—139) — все в пользу Холмса. |
| Трансляция       | NBC                                                                                         | NBC                                                                                         |
|                  | Холмс                                                                                       | Уильямс                                                                                     |
| Вес              | 100,80 кг                                                                                   | 97,50 кг.                                                                                   |

20 мая 1985 года состоялся бой между непобеждённым чемпионом Ларри Холмс (47-0) и непобеждённым Карлом Уильямсом (16-0). Бой для Холмса оказался неожиданно тяжёлым. Более молодой и подвижный Уильямс постоянно пробивал джеб, из-за которого у Холмса сильно опухли глаза в конце боя. В результате Холмс победил спорным единогласным решением судей, при этом судья Джерри Рот присудил победу Холму с минимальным преимуществом в одно очко. Уильямс потерпел первое поражение в карьере.

### 1985—1988
После первого поражения, Карл Уильямс в 1985 году нокаутировал в 10-раундовом поединке непобеждённого Джесси Фергюссона (13-0).
В феврале 1986 года Уильямс потерпел второе поражение. В рейтинговом поединке Карл встретился с бывшим чемпионом мира, Майком Уивером. Во втором раунде Уильямс потряс Уивера и затем прижал Уивера в углу, где, увлекшись атакой, опустил руки. Уивер тяжёлым левым кроссом отправил в нокдаун Уильямса. Уильямс с трудом поднялся. Уивер кинулся его добивать. После ещё двух нокдаунов рефери прекратил поединок. Уильямс впервые проиграл досрочно. После этого боя Уильямс более года не выходил на ринг.
31 января 1987 года в Риме должен был состояться бой между бывшим претендентом на титул Карлом Уильямсом и олимпийским чемпионом Тайреллом Биггсом. Однако Биггс получил травмы руки (растяжение левого запястья и ушиб левого локтя) в результате в автомобильной аварии в Лагуна-Бич, и бой с Карлом Уильямсом так и не состоялся.
В июне 1987 года Уильямс досрочно победил Берта Купера (16-1) и завоевал титул чемпиона США по версии USBA.
Провёл ещё два рейтинговых поединка с Майком Гансом и Родни Фрейзером, являвшегося племянником Джо Фрейзера и в

### Бой против Тревора Бербика
|                  |                                                                                |                                                                                |
| Соперник         | Тревор Бербик.                                                                 | Тревор Бербик.                                                                 |
| Место проведения | Конвеншн Холл, Атлантик-Сити, Нью-Джерси, США                                  | Конвеншн Холл, Атлантик-Сити, Нью-Джерси, США                                  |
| Результат        | Победа Уильямса единогласным решением в 12-раундовом бою                       | Победа Уильямса единогласным решением в 12-раундовом бою                       |
| Статус           | Отборочный бой за статус обязательног претендента на титул IBF                 | Отборочный бой за статус обязательног претендента на титул IBF                 |
| Рефери           | Джо Кортес                                                                     | Джо Кортес                                                                     |
| Счёт судей       | Евгений Грант: ( 110-117 ); Джозеф Паскуале: (111-116); Аль Девито: ( 112-116) | Евгений Грант: ( 110-117 ); Джозеф Паскуале: (111-116); Аль Девито: ( 112-116) |
| Время            | 3: 00 минут                                                                    | 3: 00 минут                                                                    |
| Трансляция       | HBO                                                                            | HBO                                                                            |
|                  | Бербик                                                                         | Уильямс                                                                        |
| Вес              | 99,50 кг                                                                       | 98,90 кг                                                                       |

июне 1988 года в элиминаторе IBF победил по очкам бывшего чемпиона мира, канадца, 
"Карл Уильямс перешел в положение для возможного супертяжелом весе выстрела в понедельник вечером, приняв единогласное решение 12 раунде над бывшим чемпионом Тревора Бербика. Уильямс громоздились очки с эффективной левый джеб по пути к кривому решению в тусклого отборочный бой по версии IBF в супертяжелом весе между двух лучших претендентов. Berbick, бывший чемпион WBC в супертяжелом весе набрал темп в середине боя, но Уильямс сумел посадить самых эффективных выстрелов против Berbick в критике тактику. Уильямс был вырезан рядом с правым глазом в 6-м туре, но порез кровоточил нечасто и, казалось, не беспокоить." -Ассошиэйтед Пресс
Неофициальный АП система показателей - 118-109 Уильямс
Уильямс потерял момент для проведения в 8-м раунде.
Этот выдался бой в андеркарте к Майк Тайсон - Майкл Спинкс бой в супертяжелом весе.
В ноябре 1988 года в очередной защите титул чемпиона США, нокаутировал непобеждённого Майка Роуса (11-0-1).

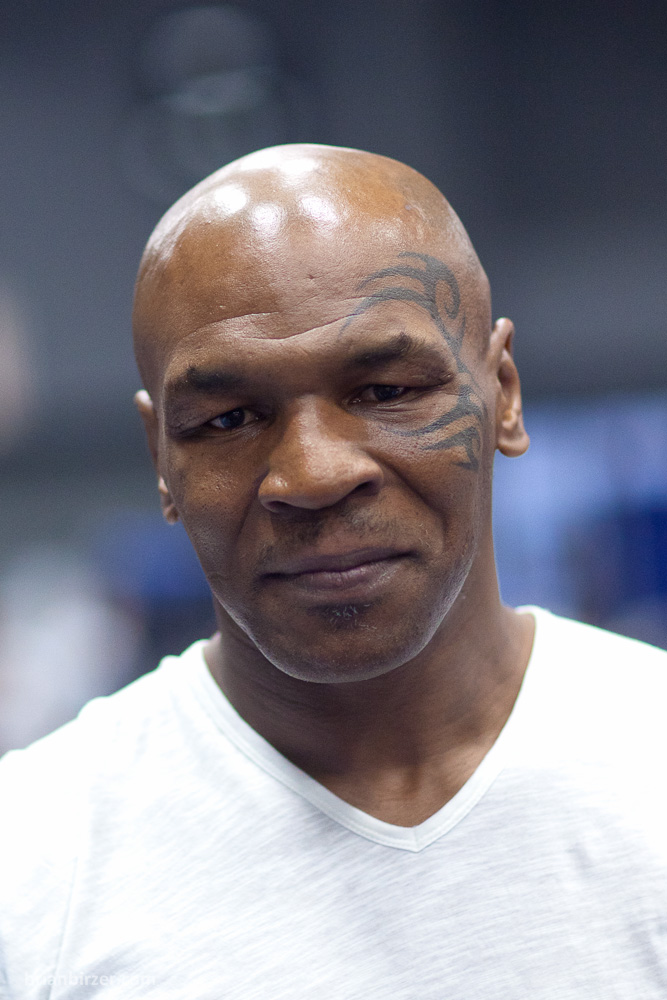
Майк Тайсон

### Бой против Майка Тайсона
|                  | | |
| Соперник         | Майк Тайсон | Майк Тайсон |
| Место проведения | Конвеншн Холл, Атлантик-Сити, Нью-Джерси, США | Конвеншн Холл, Атлантик-Сити, Нью-Джерси, США |
| Результат        | Победа Тайсона техническим нокаутом в 2-м раунде в 12-раундовом бою | Победа Тайсона техническим нокаутом в 2-м раунде в 12-раундовом бою |
| Статус           | Чемпионский бой за титул WBC (9-я защита Тайсона); чемпионский бой за титул WBA (8-я защита Тайсона); чемпионский бой за титул IBF (6-я защита Тайсона) в тяжёлой весовой категории; чемпионский бой за титул The Ring (2-я защита Тайсона) в тяжёлой весовой категории | Чемпионский бой за титул WBC (9-я защита Тайсона); чемпионский бой за титул WBA (8-я защита Тайсона); чемпионский бой за титул IBF (6-я защита Тайсона) в тяжёлой весовой категории; чемпионский бой за титул The Ring (2-я защита Тайсона) в тяжёлой весовой категории |
| Рефери           | Рэнди Ньюманн | Рэнди Ньюманн |
| Время            | 1:33 минут | 1:33 минут |
| Трансляция       | HBO | HBO |
|                  | Тайсон | Уильямс |
| Вес              | 99,50 кг | 98,90 кг |

В июле 1989 года Карл Уильямс встретился с лучшим боксёром вне зависимости от весовой категории Майком Тайсоном. В середине первого раунда Тайсон левым апперкотом в челюсть отправил претендента на настил. Уильямс встал на счёт «8», но рефери Рэнди Ньюманн посмотрел на него и остановил бой. Решение было спорным. Рефери в послематчевом интервью заявил, что Уильямс не ответил на вопрос о готовности продолжать бой. Уильямс также дал послематчевое интервью, в котором заявил, что он был в нокдауне, а не в нокауте, что готов был продолжить бой, и на вопрос рефери о готовности продолжать бой поднял руки, и не понимает, почему рефери остановил бой.

### 1990—1992
В 1990 году нокаутировал Мелтона Боуэна, и снова завоевал титул чемпиона США.

### Бой против Тима Уизерспума
|                  |                                                                                                  |                                                                                                  |
| Соперник         | Тим Уизерспум                                                                                    | Тим Уизерспум                                                                                    |
| Место проведения | Конвеншн Холл, Атлантик Сити, Нью-Джерси, , США                                                  | Конвеншн Холл, Атлантик Сити, Нью-Джерси, , США                                                  |
| Результат        | Победа Уизерспума раздельным решением судей в 12-раундовом бою.                                  | Победа Уизерспума раздельным решением судей в 12-раундовом бою.                                  |
| Статус           | Чемпионский бой за титул USBA в тяжелом весе (1-я защита Уильямса)                               | Чемпионский бой за титул USBA в тяжелом весе (1-я защита Уильямса)                               |
| Рефери           | Миллс Лейн.                                                                                      | Миллс Лейн.                                                                                      |
| Счёт судей       | Ева Шайн: (113-115 Уизерспум); Джо Паскуале: (113-115 Уизерспум); Жан Уильямс: (116-112 Уильямс) | Ева Шайн: (113-115 Уизерспум); Джо Паскуале: (113-115 Уизерспум); Жан Уильямс: (116-112 Уильямс) |
| Трансляция       | NBC                                                                                              | NBC                                                                                              |
|                  | Уизерспум                                                                                        | Уильямс                                                                                          |
| Вес              | 107,04 кг                                                                                        | 107, 30 кг                                                                                       |

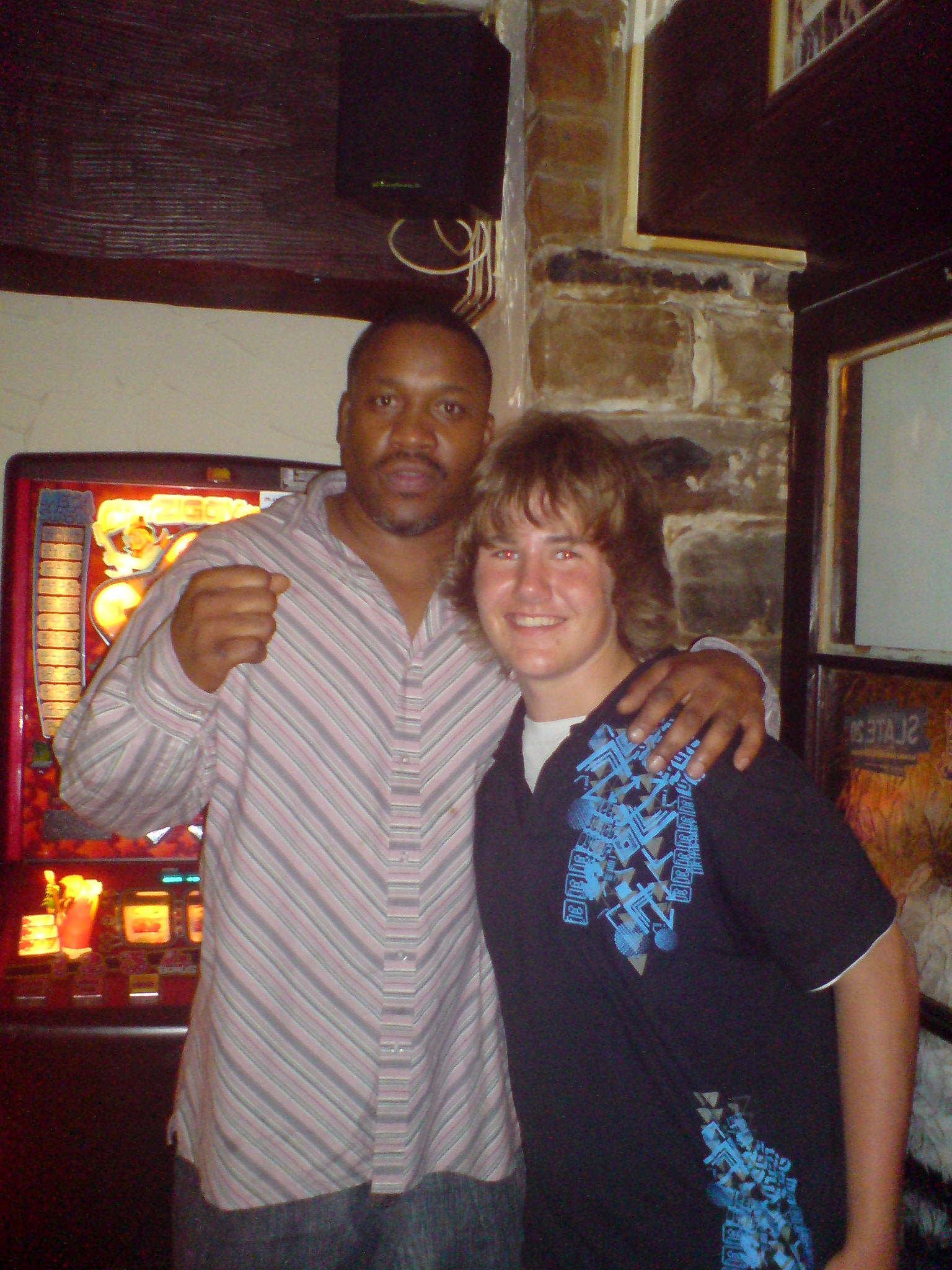
Тим Уизерспум

8 марта 1991 года состоялся бой между бывшим чемпионом мира Тимом Уизерспумом (33-3) и бывшим претендентом на титул Карлом Уильямсом (23-3). Уильямс вышел на ринг с явным перевесом. Уизерспун дважды отправил в нокдаун Уильямса во втором раунде и несколько раз потряс его в четвёртом раунде левыми боковыми в голову. Уильямс был малоактивен в первой половине боя, но в пятом раунде пробил правый апперкот, который, вероятно, привел к отёку к левого глаза у Уизерспуна, который со временем почти закрылся. В равном бою победу раздельным решением судей одержал Уизерспум.
В 1991 году он встретился Киммуэлом Одумом, однако бой был признан несостоявшимся. В январе 1992 году Уильямс победил техническим нокаутом во втором раунде Маршала Тиллимана. В марте 1992 года Уильямс неожиданно проиграл единогласным решением судей малоизвестному Джерри Джонсу.
В августе 1992 года Уильямс победил единогласным решением судей Осси Окасио. В ноябре 1992 года Уильямс победил техническим нокаутом в третьем раунде Джимми Ли Смита.
Сезоны 1992—1996 годов были неудачными для Карла Уильямса. В этот период он одержал несколько побед над средними соперниками.

### 1993—1997

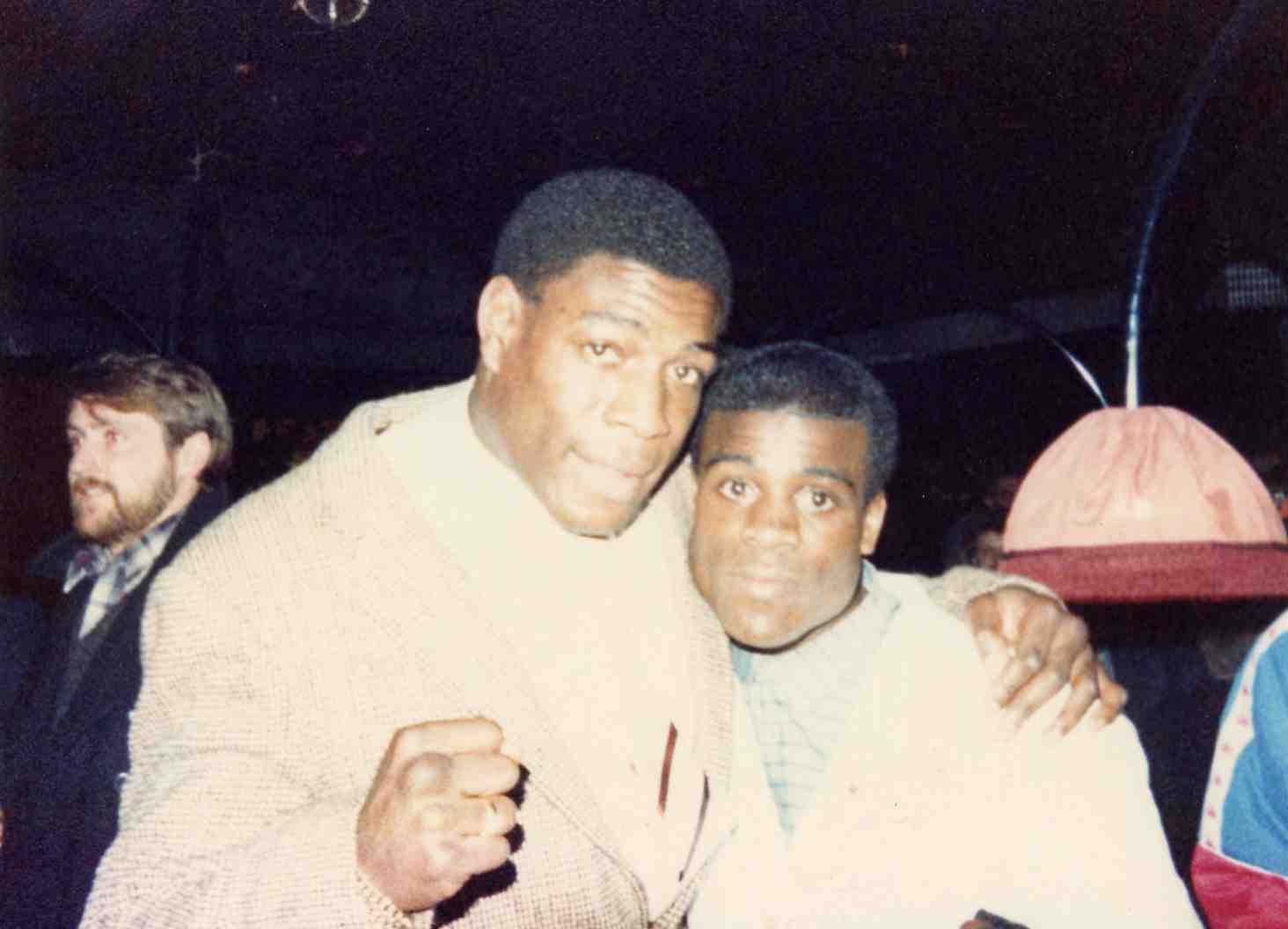
Фрэнк Бруно

### 16 января 1993 года.Томми Морисон — Карл Уильямс
|                  |                                                                                            |                                                                                            |
| Соперник         | Томми Морисон                                                                              | Томми Морисон                                                                              |
| Место проведения | Конвеншн Холл, Атлантик-Сити, Нью-Джерси, США                                              | Конвеншн Холл, Атлантик-Сити, Нью-Джерси, США                                              |
| Результат        | Победа Морисона техническим нокаутом в 8-м раунде в 12-раундовом бою                       | Победа Морисона техническим нокаутом в 8-м раунде в 12-раундовом бою                       |
| Статус           | Рейтинговый бой                                                                            | Рейтинговый бой                                                                            |
| Рефери           | Миллс Лейн                                                                                 | Миллс Лейн                                                                                 |
| Счёт судей       | Билл Грэхем: (65-64 Уильямс); Херб Сантос: (65-64 Уильямс); Берт Клементс: (65-64 Морисон) | Билл Грэхем: (65-64 Уильямс); Херб Сантос: (65-64 Уильямс); Берт Клементс: (65-64 Морисон) |
| Время            | 0:50 минут                                                                                 | 0:50 минут                                                                                 |
| Трансляция       | NBC                                                                                        | NBC                                                                                        |
|                  | Морисон                                                                                    | Уильямс                                                                                    |
| Вес              | 103,4 кг                                                                                   | 102 кг                                                                                     |

В январе 1993 года Карл Уильямс встретился с Томми Морисоном. Уильямс побывал на настиле ринга в первом и третьем раундах, однако он переломил ход боя в пятом раунде. Он дважды сбивал с ног Моррисона, выиграл три раунда подряд, но в восьмом раунде неожиданно потерял интерес к бою, принялся жаловаться рефери на своё рассечение над левой бровью, после чего долго не отвечал на атаки соперника. Рефери Миллс Лейн неожиданно остановил поединок. На момент остановки боя Уильямс вел на карточках двух судей со одинаковым счётом, тогда, как третий судья дал предпочтение Моррисону. Это была одна из самых странных сдач боя в истории профессионального бокса.
В апреле 1993 года Уильямс встретился с Фрэнком Бруно. Уильямс продемонстрировал невероятную стойкость, пропустив несколько сильных ударов в первых раундах. Кульминация боя, казалось, назревает — в 5 раунде, когда Уильямс пропустил несколько сильных ударов и отлетел к канатам, но сумел устоять и продержался до конца раунда. В десятом раунде Бруно пробил правый кросс. Уильямс рухнул на ринг. Он поднялся на счёт «девять», но рефери принял решение остановить бой, Уильямс решение не оспаривал.

## 1994—1997
В 1994 году проиграл техническим нокаутом в 7 раунде Александру Золкину.
В 1995 году проиграл единогласным решением судей Мелвину Фостеру.
В июне 1997 года победил единогласным решением судей Мариона Уилсона.
В октябре 1997 проиграл техническим нокаутом в седьмом раунде Энтони Грину. После этого боя Карл Уильямс ушёл из бокса.

## После боксёрской карьеры
После выхода ухода из спорта Карл Уильямс работал в охранном агентстве Allied-SpectaGuard в Нью-Йорке на Граунд-Зиро. После террористических актов 11 сентября 2001 года Уильямс перешёл на работу в службу безопасности компании Verizon в Квинсе, Нью-Йорк, затем работал в нью-йоркском ночном клубе «Копакабана».
Скончался 7 апреля 2013 года от рака пищевода.